# TV-året 1951

## Händelser

### Januari
- 3 januari – Sveriges riksdag tillsätter en utredning om televisionens införande i Sverige [1].

### Juli
- 7 juli – Det första reguljära TV-programmet i färg sänds i USA av CBS [2].

### Oktober
- 2 oktober – Danmark startar reguljära TV-sändningar [2], som första land i Norden [3].

## TV-program
- 3 mars – Watch Mr. Wizard debuterar i NBC (1951–1965)[4]
- 15 oktober – TV-serien I Love Lucy startar i USA.

## Födda
- 10 januari – Marianne Rundström, svensk TV-programledare.
- 20 februari – Bo Ingerstam, svensk TV-programledare.
- 20 mars – Lena Smedsaas, svensk TV-programledare.
- 13 juni – Lisette Schulman, svensk TV-programledare.

### Fotnoter
1. ↑  Hundra år i Sverige - 1951, Hans Dahlberg, Albert Bonniers, 1999
2. 1 2  20:e århundrades När Var Hur, Bernt Himmelstedt, Forum, 1999
3. ↑  Faktakalendern 2000, Semic, 1999
4. ↑  ”Watch Mr. Wizard at Encyclopedia of Television”. Arkiverad från originalet den 4 mars 2016. https://web.archive.org/web/20160304054713/http://www.museum.tv/eotv/watchmrwiz.htm. Läst 17 juli 2015.